# 北海道道29号上磯厚沢部線
北海道道29号上磯厚沢部線（ほっかいどうどう29ごう かみいそあっさぶせん）は、北海道北斗市と檜山郡厚沢部町を結ぶ道道（主要地方道）である。通年通行止め区間がある。

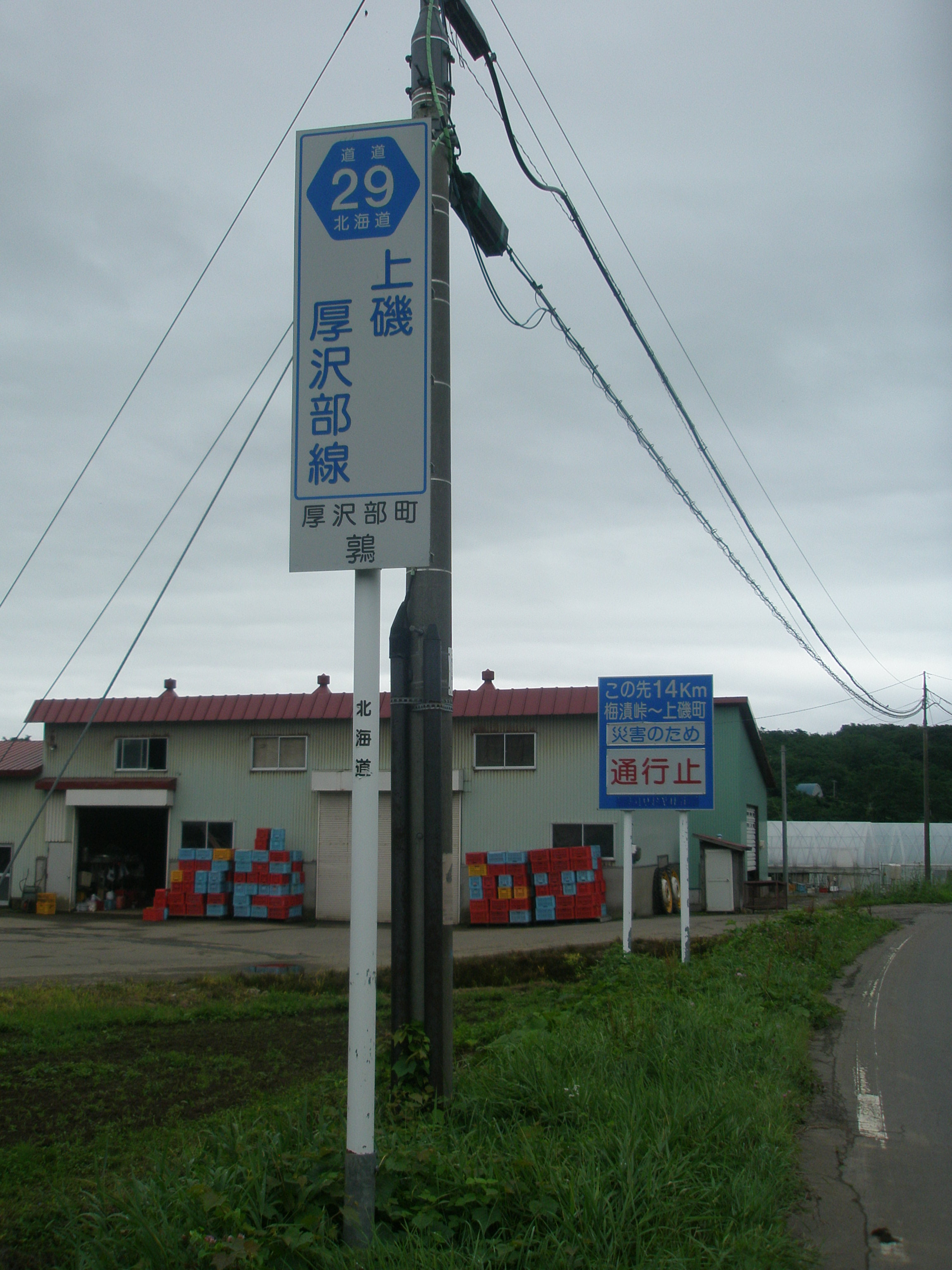
北海道道29号上磯厚沢部線・道道番号及び路線名の標識と道路情報板（2018年8月）

## 概要
両市町の境界である梅漬峠付近は未舗装で、冬期間は閉鎖されているほか、落石の発生等に伴って災害の恐れがあるため、2004年（平成16年）より通年通行止めが続いている。

### 路線データ
- 起点：北海道北斗市茂辺地1丁目（国道228号交点）
- 終点：北海道檜山郡厚沢部町字鶉（国道227号交点）
- 総延長：41.508 km[1]
- 実延長：41.493 km[1]
- 重用延長：0.015 km[1]
- 未舗装延長：15.077 km[1]

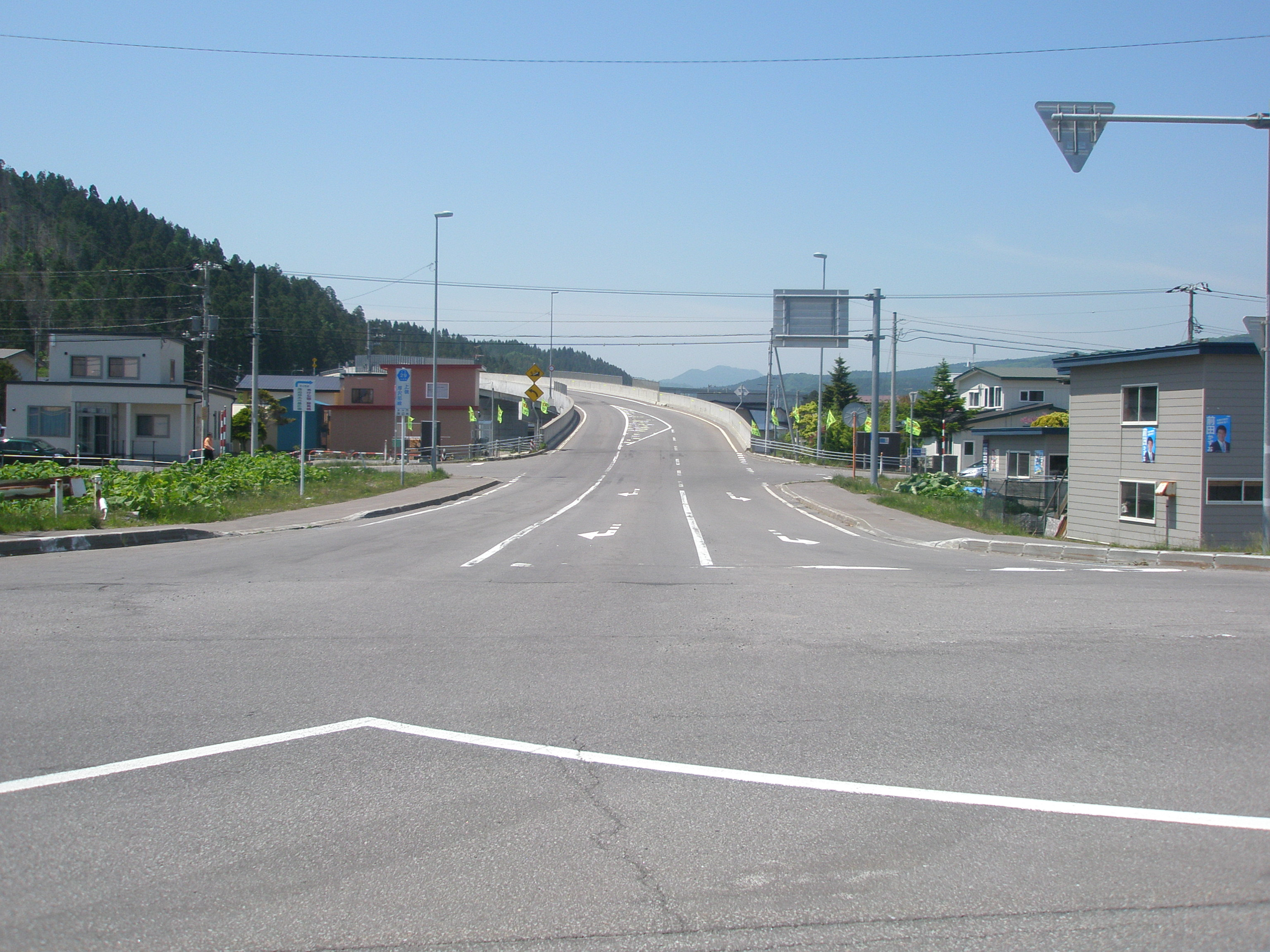
起点（北斗市茂辺地1丁目、国道228号交点、2019年5月撮影） 奥側に茂辺地こ線橋、路線変更前は茂辺地こ線橋手前を右折する路線だった
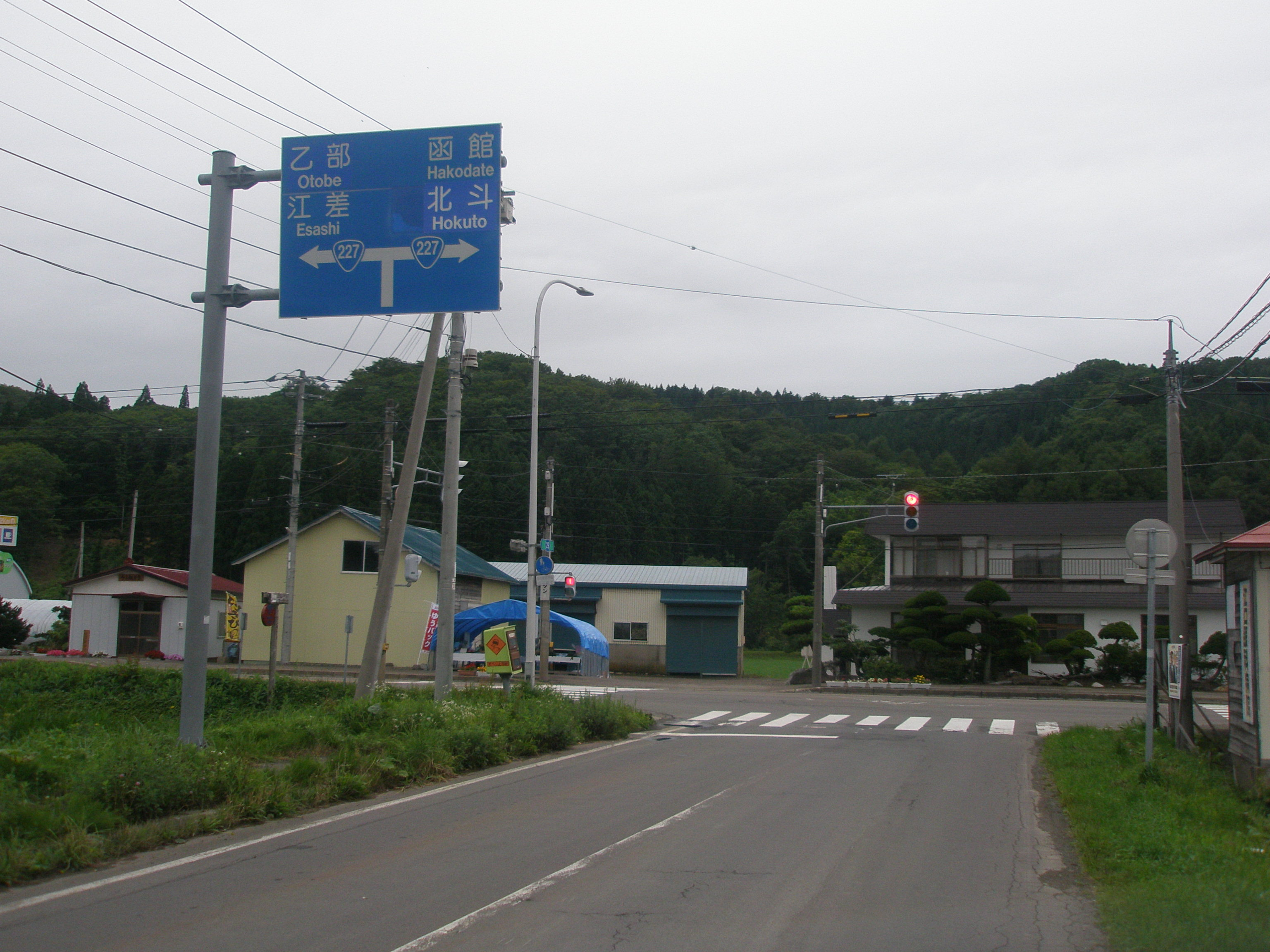
終点（厚沢部町字鶉、国道227号交点、2018年8月撮影）

## 歴史
- 1954年（昭和29年）3月30日 - 67号厚沢部上磯線として路線認定[2]。
- 1982年（昭和57年）4月1日 - 路線名を上磯厚沢部線に変更[3]。
- 1993年（平成5年）5月11日 - 建設省から、道道上磯厚沢部線が上磯厚沢部線として主要地方道に指定される[4]。
- 1994年（平成6年）10月1日 - 路線番号を29号に変更[5]。
- 2004年（平成16年）7月26日 - 落石及び道路決壊の発生にともない、この日以降、湯の沢ゲート - 桧木橋ゲート間が通年通行止めとなる[6]。
- 2012年（平成24年）3月24日 - 当時の江差線（現・道南いさりび鉄道線）と交差する茂辺地こ線橋[7]が完成・開通した事で踏切を通らないルートに変更[8]。

## 路線状況

### 通年交通規制（通行止め）
| 湯の沢ゲート（左、北斗市湯ノ沢）と桧木橋ゲート（右、厚沢部町字富里）。左右ゲート間は梅漬峠を経由して通年通行止めとなっている。 |  | 湯の沢ゲート（左、北斗市湯ノ沢）と桧木橋ゲート（右、厚沢部町字富里）。左右ゲート間は梅漬峠を経由して通年通行止めとなっている。 |
| 湯の沢ゲート（左、北斗市湯ノ沢）と桧木橋ゲート（右、厚沢部町字富里）。左右ゲート間は梅漬峠を経由して通年通行止めとなっている。 |  | |

- 北斗市湯の沢（湯の沢ゲート） - 梅漬峠（梅漬峠ゲート） - 厚沢部町字富里（桧木橋ゲート）
  - 区間延長：17.2 km

### 冬期交通規制（通行止め）
- 北斗市茂辺地市ノ渡（市ノ渡ゲート） - 北斗市湯の沢（湯ノ沢ゲート）
  - 区間延長：2.8 km
- 厚沢部町字富里（桧木橋ゲート） - 厚沢部町字富里（紅葉橋ゲート）
  - 区間延長：1.6 km

### 道路施設

#### 主な橋梁
- 茂辺地こ線橋[7]（136 m、道南いさりび鉄道線、北斗市茂辺地1丁目）
- 笹堀橋（80 m、茂辺地川、北斗市茂辺地市ノ渡 - 北斗市茂辺地）
- 紅葉橋（34 m、厚沢部川、厚沢部町字富里）
- 鶉越橋（75 m、鶉川、厚沢部町字鶉）

#### 常設型ゲート
- 市ノ渡ゲート（北斗市市ノ渡531）
- 湯ノ沢ゲート（北斗市湯ノ沢170）
- 梅漬峠ゲート（梅漬峠、北斗市・厚沢部町境界）
- 桧木橋ゲート（厚沢部町字富里464）
- 紅葉橋ゲート（厚沢部町字富里480）

## 地理

### 通過する自治体
- 渡島総合振興局
  - 北斗市
- 檜山振興局
  - 檜山郡厚沢部町

### 交差する道路
北斗市
- 国道228号 - 茂辺地1丁目（起点）
- 北海道道1167号北斗茂辺地インター線 - 茂辺地1丁目

厚沢部町
- 北海道道812号館町福島線 - 館町
- 国道227号 - 字鶉（終点）

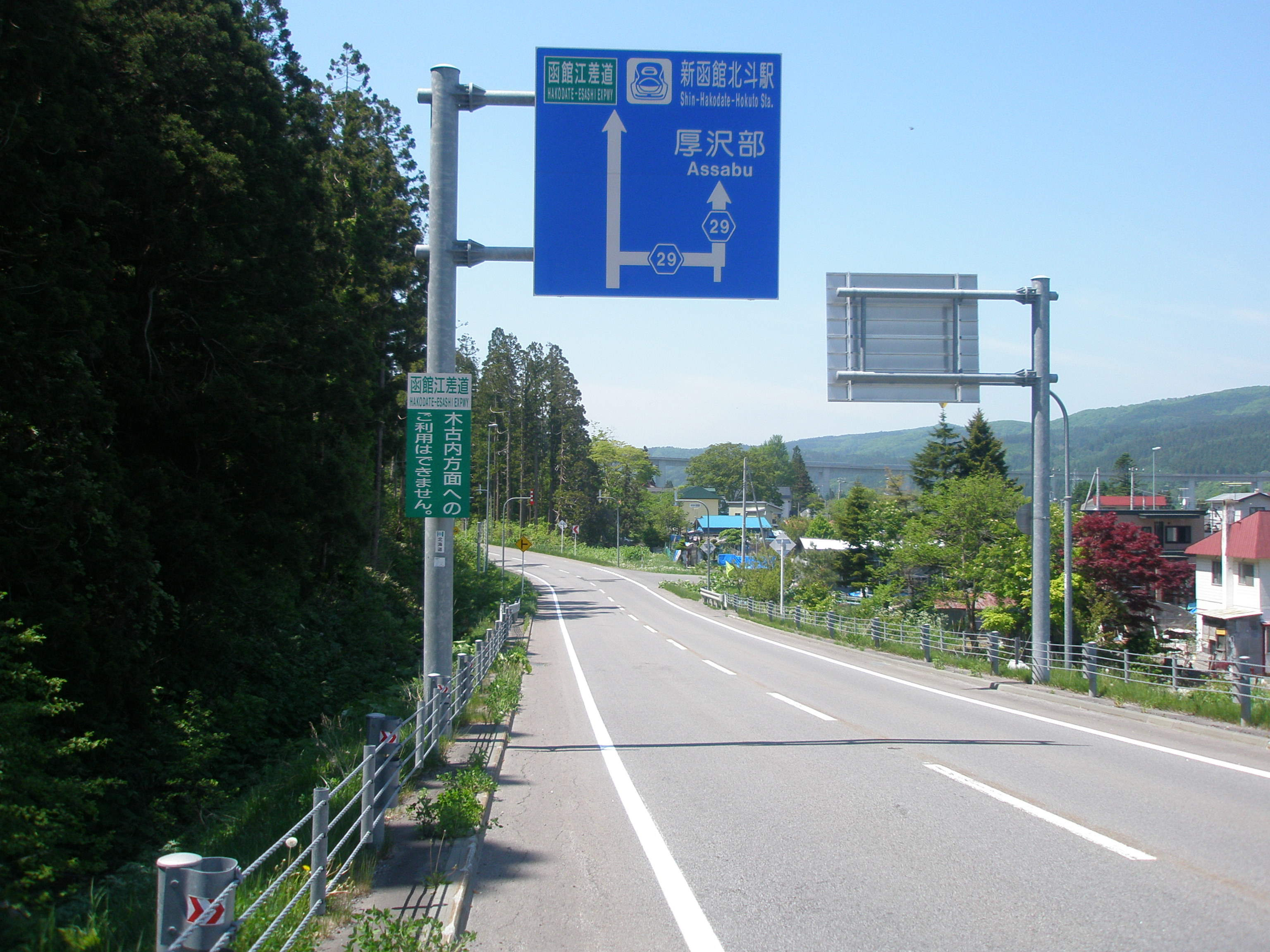
北斗市茂辺地1丁目にある北海道道1167号北斗茂辺地インター線との交差点（2019年5月撮影）本路線はここでクランク状に曲がる
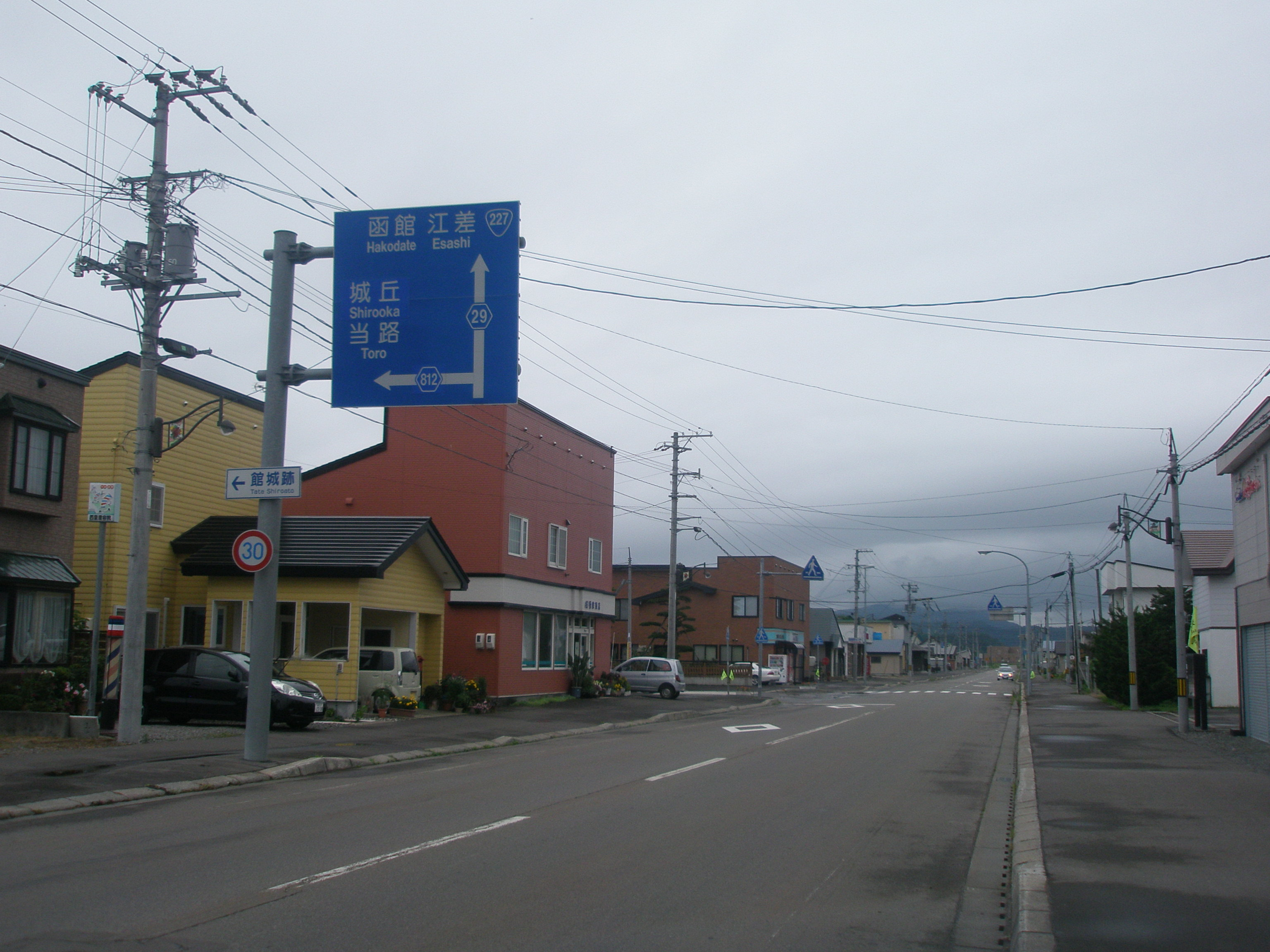
厚沢部町館町にある北海道道812号館町福島線との交差点（2018年8月撮影）

### 沿線にある施設など
北斗市
- 道南いさりび鉄道 茂辺地駅
- 湯の沢水辺公園

厚沢部町
- 館郵便局

### 峠
- 梅漬峠